# Ready Player One (film)
Ready Player One is een Amerikaanse sciencefictionfilm uit 2018 onder regie van Steven Spielberg, gebaseerd op het gelijknamig boek van Ernest Cline.

## Verhaal
Een dystopische toekomst in 2045. Na de Grote Recessie leeft een groot deel van de wereldbevolking in totale armoede. De hongerende mensheid vlucht weg in OASIS, een online computerspel dat door miljarden spelers tegelijkertijd gespeeld wordt. Wanneer de ontwerper van het spel, James Halliday, kinderloos sterft, blijkt deze drie sleutels, zogenaamde Easter Eggs, verstopt te hebben, welke naar een kluis met zijn erfenis leiden. Degene die de kluis vindt, wordt multimiljonair. De jonge Wade Watts gaat achter de erfenis aan en bevindt zich al snel in gevaar, zowel in de virtuele wereld als in de echte.

## Rolverdeling
| Acteur            | Personage             |
| ----------------- | --------------------- |
| Tye Sheridan      | Parzival / Wade       |
| Olivia Cooke      | Art3mis / Samantha    |
| Ben Mendelsohn    | Sorrento              |
| Lena Waithe       | Aech / Helen          |
| T.J. Miller       | I-R0k                 |
| Simon Pegg        | Ogden Morrow          |
| Mark Rylance      | Anorak / Halliday     |
| Philip Zhao       | Sho                   |
| Win Morisaki      | Daito                 |
| Hannah John-Kamen | F'Nale Zandor         |
| Ronkẹ Adékoluẹjo  | Sorrento's assistente |

## Productie
Op 18 juni 2010 werd aangekondigd dat Warner Bros. samen met De Line Productions de filmrechten had gekocht van het boek Ready Player One van Ernest Cline, alvorens dit werd gepubliceerd. De filmopnamen gingen van start in juli 2016 en in augustus en september werd er gefilmd in Birmingham.

### Release
Ready Player One ging op 11 maart 2018 in première op het South by Southwest filmfestival en kreeg positieve kritieken van de filmcritici met een score van 72% op Rotten Tomatoes, gebaseerd op 393 beoordelingen.